# 2009–10년 ISU 스피드스케이팅 월드컵
2009–10년 ISU 스피드스케이팅 월드컵은 국제 빙상 경기 연맹(ISU) 주관으로 2009년 11월 6일부터 2010년 3월 14일까지 열린 스피드스케이팅 월드컵 대회이다.

## 남자

### 경기
| 날짜                                                             | 장소           | 종목      | 1위                                                                                              | 2위                                                  | 3위                                                                   |
| ---------------------------------------------------------------- | -------------- | --------- | ------------------------------------------------------------------------------------------------ | ---------------------------------------------------- | --------------------------------------------------------------------- |
| 2009년 11월 6일-8일                                              | 베를린         | 500m(1)   | 이강석                                                                                           | 이규혁                                               | 나가시마 게이이치로                                                   |
| 2009년 11월 6일-8일                                              | 베를린         | 500m(1)   | 터커 프레더릭스                                                                                  | 이강석                                               | 이규혁                                                                |
| 2009년 11월 6일-8일                                              | 베를린         | 1000m(1)  | 샤니 데이비스                                                                                    | 예브게니 랄렌코프                                    | 문준                                                                  |
| 2009년 11월 6일-8일                                              | 베를린         | 1500m     | 샤니 데이비스                                                                                    | 호바르 뵈코                                          | 데니 모리슨                                                           |
| 2009년 11월 6일-8일                                              | 베를린         | 5000m     | 스벤 크라머르                                                                                    | 호바르 뵈코                                          | 보프 더 용                                                            |
| 2009년 11월 13일-15일                                            | 헤이렌베인     | 500m(1)   | 나가시마 게이이치로                                                                              | 터커 프레더릭스                                      | 로날트 뮐더르                                                         |
| 2009년 11월 13일-15일                                            | 헤이렌베인     | 500m(2)   | 가토 조지                                                                                        | 얀 스메이컨스                                        | 이강석                                                                |
| 2009년 11월 13일-15일                                            | 헤이렌베인     | 1000m(1)  | 샤니 데이비스                                                                                    | 시몬 카위퍼르스                                      | 모태범                                                                |
| 2009년 11월 13일-15일                                            | 헤이렌베인     | 1500m     | 샤니 데이비스                                                                                    | 호바르 뵈코                                          | 스테판 흐로트하위스                                                   |
| 2009년 11월 13일-15일                                            | 헤이렌베인     | 5000m     | 스벤 크라머르                                                                                    | 보프 더 용                                           | 호바르 뵈코                                                           |
| 2009년 11월 13일-15일                                            | 헤이렌베인     | 단체 추월 | 네덜란드 렘코 올더 회벌 쿤 페르베이 얀 블록하위선 미국 샤니 데이비스 채드 헤드릭 트레버 마시커노 |                                                      | 이탈리아 엔리코 파브리스 마테오 아네시 루카 스테파니                  |
| 2009년 11월 21일-22일                                            | 하마르         | 1500m     | 샤니 데이비스                                                                                    | 루커스 마코스키                                      | 호바르 뵈코                                                           |
| 2009년 11월 21일-22일                                            | 하마르         | 10000m    | 스벤 크라머르                                                                                    | 보프 더 용                                           | 호바르 뵈코                                                           |
| 2006년 12월 4일-6일                                              | 캘거리         | 500m(1)   | 미카 포우탈라                                                                                    | 가토 조지                                            | 제이미 그레그                                                         |
| 2006년 12월 4일-6일                                              | 캘거리         | 500m(2)   | 이규혁                                                                                           | 미카 포우탈라                                        | 터커 프레더릭스                                                       |
| 2006년 12월 4일-6일                                              | 캘거리         | 1000m     | 샤니 데이비스                                                                                    | 이규혁                                               | 데니 모리슨                                                           |
| 2006년 12월 4일-6일                                              | 캘거리         | 1500m     | 채드 헤드릭                                                                                      | 샤니 데이비스                                        | 데니 모리슨                                                           |
| 2006년 12월 4일-6일                                              | 캘거리         | 5000m     | 스벤 크라머르                                                                                    | 이반 스코브레프                                      | 보프 더 용                                                            |
| 2006년 12월 4일-6일                                              | 캘거리         | 단체 추월 | 네덜란드 스벤 크라머르 카를 페르헤이연 얀 블록하위선                                             | 캐나다 데니 모리슨 루커스 마코스키 마티외 지루       | 노르웨이 호바르 뵈코 스베레 룬데 페데르센 프레데리크 반 데르 호르스트 |
| 2009년 12월 11일-13일                                            | 솔트레이크시티 | 500m(1)   | 이규혁                                                                                           | 오이카와 유야                                        | 미카 포우탈라                                                         |
| 2009년 12월 11일-13일                                            | 솔트레이크시티 | 500m(2)   | 이규혁                                                                                           | 이강석                                               | 터커 프레더릭스                                                       |
| 2009년 12월 11일-13일                                            | 솔트레이크시티 | 1000m     | 샤니 데이비스                                                                                    | 이규혁                                               | 미카 포우탈라                                                         |
| 2009년 12월 11일-13일                                            | 솔트레이크시티 | 1500m     | 샤니 데이비스                                                                                    | 채드 헤드릭                                          | 모태범                                                                |
| 2009년 12월 11일-13일                                            | 솔트레이크시티 | 5000m     | 엔리코 파브리스                                                                                  | 보프 더 용                                           | 이반 스코브레프                                                       |
| 2009년 12월 11일-13일                                            | 솔트레이크시티 | 단체 추월 | 노르웨이 호바르 뵈코 헨리크 크리스티안센 미카엘 플뤼긴 라르센                                    | 이탈리아 엔리코 파브리스 마테오 아네시 루카 스테파니 | 캐나다 스티븐 엘름 루커스 마코스키 마티외 지루                        |
| 2010년 1월 9일-10일 2010년 유럽 선수권 대회 하맘르               |                |           |                                                                                                  |                                                      |                                                                       |
| 2010년 1월 9일-10일 2010년 아시아 선수권 대회 오비히로           |                |           |                                                                                                  |                                                      |                                                                       |
| 2010년 1월 16일-17일 2010년 세계 스프린트 선수권 대회 오비히로   |                |           |                                                                                                  |                                                      |                                                                       |
| 2010년 2월 13일-26일 2010년 동계 올림픽 밴쿠버                   |                |           |                                                                                                  |                                                      |                                                                       |
| 2010년 3월 6일-7일                                               | 에르푸르트     | 500m(1)   | 얀 스메이컨스                                                                                    | 오이카와 유야                                        | 로날트 뮐더르                                                         |
| 2010년 3월 6일-7일                                               | 에르푸르트     | 500m(2)   | 얀 스메이컨스                                                                                    | 오이카와 유야                                        | 미카 포우탈라 드미트리 롭코프                                         |
| 2010년 3월 6일-7일                                               | 에르푸르트     | 1000m(1)  | 샤니 데이비스                                                                                    | 마르크 타위터르트                                    | 스테판 흐로트하위스                                                   |
| 2010년 3월 6일-7일                                               | 에르푸르트     | 1000m(2)  | 샤니 데이비스                                                                                    | 스테판 흐로트하위스                                  | 마르크 타위터르트                                                     |
| 2010년 3월 12일-14일                                             | 헤이렌베인     | 500m(1)   | 얀 스메이컨스                                                                                    | 터커 프레더릭스                                      | 로날트 뮐더르                                                         |
| 2010년 3월 12일-14일                                             | 헤이렌베인     | 500m(2)   | 얀 스메이컨스                                                                                    | 로날트 뮐더르                                        | 오타 아키오                                                           |
| 2010년 3월 12일-14일                                             | 헤이렌베인     | 1000m     | 샤니 데이비스                                                                                    | 스테판 흐로트하위스                                  | 마르크 타위터르트                                                     |
| 2010년 3월 12일-14일                                             | 헤이렌베인     | 1500m     | 샤니 데이비스                                                                                    | 데니 모리슨                                          | 키엘트 나위스                                                         |
| 2010년 3월 12일-14일                                             | 헤이렌베인     | 5000m     | 호바르 뵈코                                                                                      | 스베레 헤우글리                                      | 이반 스코브레프                                                       |
| 2010년 3월 12일-14일                                             | 헤이렌베인     | 단체 추월 | 노르웨이 호바르 뵈코 헨리크 크리스티안센 미카엘 플뤼긴 라르센                                    | 캐나다 데니 모리슨 루커스 마코스키 마티외 지루       | 미국 샤니 데이비스 라이언 베드퍼드 조너선 컥                          |
| 2010년 3월 20일-21일 2010년 세계 올라운드 선수권 대회 헤이렌베인 |                |           |                                                                                                  |                                                      |                                                                       |

### 월드컵 랭킹
| 순위 | 선수                | 포인트 |
| ---- | ------------------- | ------ |
| 1    | 터커 프레더릭스     | 788    |
| 2    | 얀 스메이컨스       | 742    |
| 3    | 미카 포우탈라       | 702    |
| 4    | 오이카와 유야       | 587    |
| 5    | 로날트 뮐더르       | 567    |
| 6    | 이강석              | 523    |
| 7    | 이규혁              | 521    |
| 8    | 나가시마 게이이치로 | 407    |
| 9    | 가토 조지           | 373    |
| 10   | 오타 아키오         | 369    |

| 순위 | 선수                | 포인트 |
| ---- | ------------------- | ------ |
| 1    | 샤니 데이비스       | 750    |
| 2    | 마르크 타위터르트   | 425    |
| 3    | 스테판 흐로트하위스 | 355    |
| 4    | 시몬 카위퍼르스     | 306    |
| 5    | 데니 모리슨         | 292    |
| 6    | 예브게니 랄렌코프   | 270    |
| 7    | 미카 포우탈라       | 225    |
| 8    | 라르스 엘헤르스마   | 216    |
| 9    | 모태범              | 215    |
| 10   | 이규혁              | 212    |

| 순위 | 선수                | 포인트 |
| ---- | ------------------- | ------ |
| 1    | 샤니 데이비스       | 630    |
| 2    | 호바르 뵈코         | 395    |
| 3    | 데니 모리슨         | 338    |
| 4    | 마르크 타위터르트   | 290    |
| 5    | 채드 헤드윅         | 268    |
| 6    | 스테판 흐로트하위스 | 265    |
| 7    | 루커스 마코스키     | 230    |
| 8    | 이반 스코브레프     | 197    |
| 9    | 르히안 켓           | 164    |
| 10   | 키엘트 나위스       | 154    |

| 순위 | 팀                  | 포인트 |
| ---- | ------------------- | ------ |
| 1    | 호바르 뵈코         | 455    |
| 2    | 이반 스코브레프     | 430    |
| 3    | 보프 더 용          | 416    |
| 4    | 스벤 크라머르       | 400    |
| 5    | 카를 페르헤이연     | 258    |
| 6    | 엔리코 파브리스     | 255    |
| 7    | 바우터르 올더 회벌  | 251    |
| 8    | 스베레 헤우글리     | 181    |
| 9    | 헨리크 크리스티안센 | 157    |
| 10   | 얀 블록하위선       | 140    |

| 순위 | 팀       | 포인트 |
| ---- | -------- | ------ |
| 1    | 노르웨이 | 380    |
| 2    | 네덜란드 | 350    |
| 3    | 캐나다   | 306    |
| 4    | 미국     | 285    |
| 5    | 이탈리아 | 178    |
| 6    | 일본     | 155    |
| 7    | 스웨덴   | 136    |
| 8    | 러시아   | 109    |
| 9    | 폴란드   | 93     |
| 10   | 독일     | 92     |

## 여자

### 경기
| 날짜                                                             | 장소           | 종목      | 1위                                                            | 2위                                                          | 3위                                                            |
| ---------------------------------------------------------------- | -------------- | --------- | -------------------------------------------------------------- | ------------------------------------------------------------ | -------------------------------------------------------------- |
| 2009년 11월 6일-8일                                              | 베를린         | 500m(1)   | 왕베이싱                                                       | 예니 볼프                                                    | 고다이라 나오                                                  |
| 2009년 11월 6일-8일                                              | 베를린         | 500m(2)   | 예니 볼프                                                      | 왕베이싱                                                     | 아네터 헤리천                                                  |
| 2009년 11월 6일-8일                                              | 베를린         | 1000m(1)  | 크리스틴 네즈빗                                                | 고다이라 나오                                                | 마리아너 티머르                                                |
| 2009년 11월 6일-8일                                              | 베를린         | 1500m     | 크리스틴 네즈빗                                                | 마르티나 사블리코바                                          | 브리트니 슈슬러                                                |
| 2009년 11월 6일-8일                                              | 베를린         | 3000m     | 마르티나 사블리코바                                            | 호즈미 마사코                                                | 슈테파니 베케르트                                              |
| 2009년 11월 13일-15일                                            | 헤이렌베인     | 500m(1)   | 예니 볼프                                                      | 왕베이싱                                                     | 아네터 헤리천                                                  |
| 2009년 11월 13일-15일                                            | 헤이렌베인     | 500m(2)   | 예니 볼프                                                      | 왕베이싱                                                     | 아네터 헤리천                                                  |
| 2009년 11월 13일-15일                                            | 헤이렌베인     | 1000m     | 크리스틴 네즈빗                                                | 아네터 헤리천                                                | 나타샤 브라윈티어스                                            |
| 2009년 11월 13일-15일                                            | 헤이렌베인     | 1500m     | 이레인 뷔스트                                                  | 크리스틴 네즈빗                                              | 크리스티나 그로브스                                            |
| 2009년 11월 13일-15일                                            | 헤이렌베인     | 3000m     | 슈테파니 베케르트                                              | 마르티나 사블리코바                                          | 다니엘라 안쉬츠톰스                                            |
| 2009년 11월 13일-15일                                            | 헤이렌베인     | 단체 추월 | 캐나다 크리스티나 그로브스 크리스틴 네즈빗 브리트니 슈슬러     | 네덜란드 이레인 뷔스트 디아너 팔켄뷔르흐 엘마 더 프리스      | 러시아 예카테리나 아브라모바 갈리나 리하초바 예카테리나 시호바 |
| 2007년 11월 21일-22일                                            | 하마르         | 1500m     | 크리스티나 그로브스                                            | 이레인 뷔스트                                                | 마르티나 사블리코바                                            |
| 2007년 11월 21일-22일                                            | 하마르         | 5000m     | 마르티나 사블리코바                                            | 슈테파니 베케르트                                            | 다니엘라 안쉬츠톰스                                            |
| 2009년 12월 4일-6일                                              | 캘거리         | 500m(1)   | 예니 볼프                                                      | 왕베이싱 이상화                                              |                                                                |
| 2009년 12월 4일-6일                                              | 캘거리         | 500m(2)   | 예니 볼프                                                      | 왕베이싱                                                     | 이상화                                                         |
| 2009년 12월 4일-6일                                              | 캘거리         | 1000m(1)  | 크리스틴 네즈빗                                                | 아네터 헤리천                                                | 모니크 앙거뮐러                                                |
| 2009년 12월 4일-6일                                              | 캘거리         | 1500m     | 크리스티나 그로브스                                            | 크리스틴 네즈빗                                              | 엘마 더 프리스                                                 |
| 2009년 12월 4일-6일                                              | 캘거리         | 3000m     | 슈테파니 베케르트                                              | 마르티나 사블리코바                                          | 다니엘라 안쉬츠톰스                                            |
| 2009년 12월 4일-6일                                              | 캘거리         | 단체 추월 | 캐나다 크리스티나 그로브스 크리스틴 네즈빗 브리트니 슈슬러     | 일본 호즈미 마사코 다바타 마키 이시자와 시호                 | 독일 이자벨 오스트 슈테파니 베케르트 카트린 마체로트           |
| 2009년 12월 11일-13일                                            | 솔트레이크시티 | 500m(1)   | 예니 볼프                                                      | 왕베이싱                                                     | 이상화                                                         |
| 2009년 12월 11일-13일                                            | 솔트레이크시티 | 500m(2)   | 왕베이싱                                                       | 예니 볼프                                                    | 이상화                                                         |
| 2009년 12월 11일-13일                                            | 솔트레이크시티 | 1000m(1)  | 크리스틴 네즈빗                                                | 왕베이싱                                                     | 고다이라 나오                                                  |
| 2009년 12월 11일-13일                                            | 솔트레이크시티 | 1500m     | 크리스틴 네즈빗                                                | 크리스티나 그로브스                                          | 제니퍼 로드리게스                                              |
| 2009년 12월 11일-13일                                            | 솔트레이크시티 | 3000m     | 마르티나 사블리코바                                            | 슈테파니 베케르트                                            | 크리스티나 그로브스                                            |
| 2009년 12월 11일-13일                                            | 솔트레이크시티 | 단체 추월 | 러시아 예카테리나 아브라모바 갈리나 리하초바 예카테리나 시호바 | 캐나다 크리스티나 그로브스 크리스틴 네즈빗 신디 클래슨       | 독일 슈테파니 베케르트 다니엘라 안쉬츠톰스 카트린 마체로트     |
| 2010년 1월 9일-10일 2010년 유럽 선수권 대회 하맘르               |                |           |                                                                |                                                              |                                                                |
| 2010년 1월 9일-10일 2010년 아시아 선수권 대회 오비히로           |                |           |                                                                |                                                              |                                                                |
| 2010년 1월 16일-17일 2010년 세계 스프린트 선수권 대회 오비히로   |                |           |                                                                |                                                              |                                                                |
| 2010년 2월 13일-26일 2010년 동계 올림픽 밴쿠버                   |                |           |                                                                |                                                              |                                                                |
| 2010년 3월 6일-7일                                               | 에르푸르트     | 500m(1)   | 예니 볼프                                                      | 마르홋 부르                                                  | 헤더 리처드슨                                                  |
| 2010년 3월 6일-7일                                               | 에르푸르트     | 500m(2)   | 예니 볼프                                                      | 마르홋 부르                                                  | 테이셔 우네마                                                  |
| 2010년 3월 6일-7일                                               | 에르푸르트     | 1000m(1)  | 모니크 앙거뮐러                                                | 마르홋 부르                                                  | 나타샤 브라윈티어스                                            |
| 2010년 3월 6일-7일                                               | 에르푸르트     | 1000m(2)  | 예카테리나 시호바                                              | 라우리너 판 리선                                             | 나타샤 브라윈티어스                                            |
| 2010년 3월 12일-14일                                             | 헤이렌베인     | 500m(1)   | 예니 볼프                                                      | 마르홋 부르                                                  | 아네터 헤리천                                                  |
| 2010년 3월 12일-14일                                             | 헤이렌베인     | 500m(2)   | 예니 볼프                                                      | 아네터 헤리천                                                | 마르홋 부르                                                    |
| 2010년 3월 12일-14일                                             | 헤이렌베인     | 1000m     | 예카테리나 시호바                                              | 아네터 헤리천                                                | 나타샤 브라윈티어스                                            |
| 2010년 3월 12일-14일                                             | 헤이렌베인     | 1500m     | 크리스티나 그로브스                                            | 마르티나 사블리코바                                          | 브리트니 슈슬러                                                |
| 2010년 3월 12일-14일                                             | 헤이렌베인     | 3000m     | 마르티나 사블리코바                                            | 다니엘라 안쉬츠톰스                                          | 슈테파니 베케르트                                              |
| 2010년 3월 12일-14일                                             | 헤이렌베인     | 단체 추월 | 캐나다 크리스티나 그로브스 브리트니 슈슬러 신디 클래슨         | 독일 아니 프리징거포스트마 슈테파니 베케르트 카트린 마체로트 | 일본 호즈미 마사코 다바타 마키 고다이라 나오                   |
| 2010년 3월 20일-21일 2010년 세계 올라운드 선수권 대회 헤이렌베인 |                |           |                                                                |                                                              |                                                                |

### 월드컵 랭킹
| 순위 | 선수             | 포인트 |
| ---- | ---------------- | ------ |
| 1    | 예니 볼프        | 1260   |
| 2    | 마르홋 부르      | 700    |
| 3    | 왕베이싱         | 680    |
| 4    | 아네터 헤리천    | 625    |
| 5    | 이상화           | 505    |
| 6    | 고다이라 나오    | 491    |
| 7    | 요시이 사유리    | 366    |
| 8    | 테이셔 우네마    | 361    |
| 9    | 헤더 리처드슨    | 348    |
| 10   | 라우리너 판 리선 | 326    |

| 순위 | 선수                | 포인트 |
| ---- | ------------------- | ------ |
| 1    | 크리스틴 네즈빗     | 472    |
| 2    | 마르홋 부르         | 395    |
| 3    | 모니크 앙거뮐러     | 351    |
| 4    | 나타샤 브라윈티어스 | 346    |
| 5    | 아네터 헤리천       | 325    |
| 6    | 예카테리나 시호바   | 323    |
| 7    | 라우리너 판 리선    | 318    |
| 8    | 고다이라 나오       | 230    |
| 9    | 헤더 리처드슨       | 227    |
| 10   | 요시이 사유리       | 212    |

| 순위 | 선수                    | 포인트 |
| ---- | ----------------------- | ------ |
| 1    | 크리스티나 그로브스     | 560    |
| 2    | 크리스틴 네즈빗         | 374    |
| 3    | 마르티나 사블리코바     | 348    |
| 4    | 브리트니 슈슬러         | 296    |
| 5    | 다니엘라 안쉬츠톰스     | 259    |
| 6    | 이레인 뷔스트           | 257    |
| 7    | 디아너 팔켄뷔르흐       | 232    |
| 8    | 카타지나 바흘레다추루시 | 208    |
| 9    | 제니퍼 로드리게스       | 190    |
| 10   | 예카테리나 시호바       | 184    |

| 순위 | 팀                  | 포인트 |
| ---- | ------------------- | ------ |
| 1    | 마르티나 사블리코바 | 610    |
| 2    | 슈테파니 베케르트   | 535    |
| 3    | 다니엘라 안쉬츠톰스 | 435    |
| 4    | 크리스티나 그로브스 | 380    |
| 5    | 호즈미 마사코       | 258    |
| 6    | 마렌 헤우글리       | 257    |
| 7    | 클라라 휴스         | 210    |
| 8    | 브리트니 슈슬러     | 181    |
| 9    | 이레인 뷔스트       | 174    |
| 10   | 이시자와 시호       | 140    |

| 순위 | 팀             | 포인트 |
| ---- | -------------- | ------ |
| 1    | 캐나다         | 430    |
| 2    | 러시아         | 320    |
| 3    | 독일           | 310    |
| 4    | 일본           | 295    |
| 5    | 네덜란드       | 185    |
| 6    | 대한민국       | 135    |
| 7    | 미국           | 117    |
| 8    | 중화인민공화국 | 108    |
| 9    | 폴란드         | 104    |
| 10   | 카자흐스탄     | 56     |